# Mantis (韓國電影)
《Mantis》（韓語：사마귀）是預計於2025年第三季度上線的Netflix原創韓國犯罪動作片，為《格殺福順》的延伸作品。由《格殺福順》的導演卞成賢監製、副導演李泰成執導，任時完、朴圭瑛、趙祐鎮主演。

## 劇情概要
王牌殺手韓蔚（外號：螳螂）結束長假回歸後，重返已逐漸瓦解的殺手行業。當他重新踏入這個無秩序世界時，遇到昔日的夥伴兼對手、以及已退役的傳奇殺手，三人展開了爭奪第一把手的對決。

## 演員陣容

### 主要人物
- 任時完 飾演 韓蔚

外號「螳螂」，曾是雇兇殺人企業MK娛樂的A級殺手。休假回歸後，離開了失去代表的MK，與其他同事們一起尋找新的機會。
- 朴圭瑛 飾演 在伊

韓蔚的訓練生同期兼競爭對手「J」，因失寵而被趕出MK。
- 趙祐鎮 飾演 獨孤

韓蔚的師父，曾是MK的開國功臣，現在是已隱退的傳奇殺手。在車閔圭死後成了MK的新代表，並試圖重新招兵買馬。

### 其他人物
- 崔顯旭

- 劉秀彬

## 製作與選角
2024年3月29日，媒體報導任時完與朴圭瑛將出演《Mantis》，並且是任時完繼2017年《不汗黨：地下秩序》後二度與卞成賢導演合作，預計於8月開始主體拍攝。9月2日Netflix正式官宣製作消息，演員陣容加入趙祐鎮，曾在《格殺福順》、《金權性內幕》擔任副導演的李泰成首次執導，《格殺福順》的卞成賢導演也參與了劇本創作。
2025年5月，媒體報導崔顯旭與劉秀彬加入助演陣容。

## 外部連結
- 互联网电影数据库（IMDb）上《Mantis》的资料（英文）
- 豆瓣电影上《Mantis》的資料 （简体中文）